# Caldono (kommun)
Caldono är en kommun i Colombia.   Den ligger i departementet Cauca, i den västra delen av landet, 300 km sydväst om huvudstaden Bogotá. Antalet invånare är 30 906.